# ディー・オー・ジープロダクション
株式会社ディー・オー･ジープロダクションは、岐阜県各務原市の芸能プロダクション。

## 概要
岐阜県全域の地元アイドルプロジェクト等のイベント企画を行っている。

## 事業内容
- アーティスト、アイドル、芸能タレントの育成～マネージメント、プロモート
- 音楽制作及びCD、DVD制作販売
- 関連グッズの企画制作及び販売
- イベントの企画運営
- 印刷、デザイン製作

## 所属タレント

### 所属ユニット(タレント)
- 岐阜 濃know姫隊(GIF39s)
- TEN真RUNLAN(GIF39s)
- 宇宙と大地ガールズ
- ザ・艶でーず
- こもも

### 提携ユニット(タレント)
- むすび＠せんせーしょん(GIF39s)
- puppy's(GIF39s)

## GIF39s
GIF39s(ギフ サンクス)は、「地元アイドルがつなげる感謝の和」をテーマとした、岐阜県全域(地域密着×連動＋融合)のアイドルプロジェクトで、岐阜県の各地域でイベント活動を行っている。
GIFはGifu(岐阜)Idol(アイドル)Fusion(フュージョン)の頭文字、39sは共通テーマである感謝(thanks)を表している。（GIF39s公式サイト）

## 宇宙と大地プロジェクト
宇宙（そら）と大地プロジェクトは岐阜新聞と日本一ソフトウェアが取り組むプロジェクトで、宇宙と大地ガールズが岐阜県の航空宇宙産業や農産物を盛り上げるため、イベント活動を行っている。(公式サイト)